# A Pantera Nua
A Pantera Nua é um filme brasileiro de 1979, do gênero drama, dirigido por Luiz de Miranda Corrêa, com roteiro de César Ladeira Filho baseado em história de Carlos Aquino.

## Sinopse
Norma é uma jovem da classe média que, para ascender socialmente, busca um marido rico. Para isso, posa nua para uma revista masculina, esperando assim receber convites de casamento.
Ela, então, assume compromisso com Marcelinho, um rapaz gay que precisa casar para ter direito à herança do pai. Mas o pai de Marcelinho morre, e o acordo não pode ser cumprido.
Depois, passando-se por milionária, Norma conhece Lincoln, um gigolô que finge ser fazendeiro, e eles têm um tórrido romance. Iludidos um com o outro, esperam ficar ricos com o futuro casamento.